# 坎培拉時報

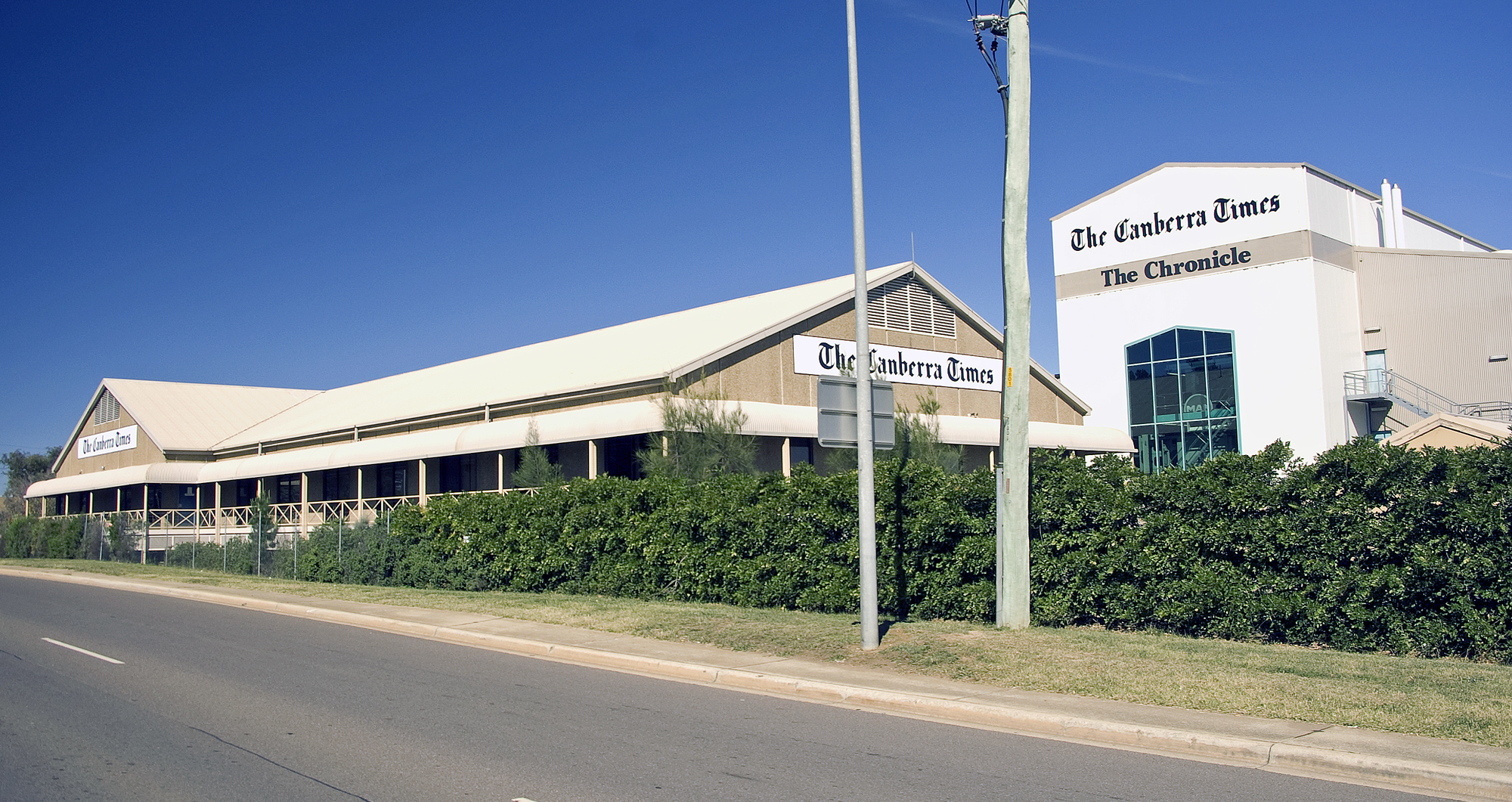
坎培拉時報和紀事報總部

《坎培拉时报》（The Canberra Times）是澳大利亚堪培拉的一份日报，由Australian Community Media出版。该报成立于1926年，于1956年从大报形式转为小報形式。